# 奧爾良縣 (佛蒙特州)
奧爾良縣（英語：Orleans County）是美国佛蒙特州北部的一個縣，北鄰加拿大魁北克省，面積1,868平方公里。根據2020年美國人口普查，共有人口27,393人。縣治紐波特。該縣成立於1792年，紀念法国的奧爾良公爵。